# Sleeping With Ghosts
Sleeping With Ghosts — четвертий студійний альбом британського альтернативного рок-гурту Placebo. Він був записаний з кінця 2002 до початку 2003 року і випущений 1 квітня 2003 року лейблами Virgin і Hut.
Sleeping with Ghosts досяг 11 місця в UK Albums Chart і отримав загалом схвальні відгуки від музичних критиків.

## Зміст
Фронтмен Браян Молко, який, як відомо, є фанатом гурту Sonic Youth, посилається на слова з їхнього альбому Sister на «Plasticine» («Beauty lies inside the eye of another youthful dream» безпосередньо відсилає до «Beauty lies in the eyes of another's dream» з пісні Sonic Youth «Beauty Lies in the Eye»).
В альбомі є кілька пісень, заснованих на темі відносин, таких як стосунки, які погано закінчуються («The Bitter End»), боротьба за владу у стосунках («Special Needs») або ідея про те, що декому судилося бути вічною спорідненою душею (заголовний трек). Браян Молко розповів журналу Kerrang!: «Я озираюся на те, що сталося в моєму минулому емоційному десятилітті, намагаючись зрозуміти це. Намагаюся вигнати привидів і демонів минулих стосунків. Це старе кліше про те, що це терапевтично, але для мене це справді працює».
В іншому інтерв'ю Молко пояснює:
|  | Назва альбому про те, що привиди ваших стосунків залишаються з вами, аж до того, що іноді запах, ситуація чи куплений одяг повертають людину назад. Для мене це про стосунки, які ви маєте зі своїми спогадами. Іноді вони населяють твої сни. У майбутньому може бути багато чого, що нагадуватиме вам про привид минулих стосунків. Тож я бачу цей альбом як збірку коротких історій про кілька стосунків. Більшість із них - мої. У певному сенсі написання пісень допомагає мені зняти багато неприємних почуттів з грудей і покласти їх у коробку, а отже, мати більш об'єктивний дискурс з цими емоціями, тому що ти зробив з ними щось позитивне, позбувся їх. |

## Реліз
Реліз Sleeping with Ghosts відбувся 1 квітня 2003 року. У деяких регіонах компакт-диск продавався із системою захисту Copy Control. Він досяг 11 місця у UK Albums Chart.
Спеціальна версія альбому була випущена 22 вересня 2003 року у всьому світі, до неї увійшла різноманітна добірка кавер-версій, записаних гуртом у попередні роки. Цей альбом був перевиданий як альбом для завантаження у 2007 році під назвою Covers. Це їхній останній альбом, випущений під лейблом Hut.

## Відгуки критиків
Sleeping with Ghosts отримав «загалом схвальні відгуки» від критиків і має рейтинг 64 бали зі 100 на сайті Metacritic.
Майкл Ідов з Pitchfork писав: «Ні вершин, ні ущелин, лише постійне коливання між адекватним і натхненним. Sleeping with Ghosts — це напрочуд якісна збірка гітарного попу, водночас менш гламурна і менш різка, ніж ранні роботи Placebo.» ЖУрнал Mojo писав: «Тут є кілька приголомшливих і доступних речей […] але в результаті це все одно альбом, який повторює старі теми Placebo.» Журнал Q назвав його «гостро-блискучим».

## Трек-лист
Всі треки написані та виконані Placebo.
| #     | Назва                                                                                     | Тривалість |
| ----- | ----------------------------------------------------------------------------------------- | ---------- |
| 1.    | «Bulletproof Cupid»                                                                       | 2:22       |
| 2.    | «English Summer Rain»                                                                     | 4:01       |
| 3.    | «This Picture»                                                                            | 3:34       |
| 4.    | «Sleeping with Ghosts»                                                                    | 4:38       |
| 5.    | «The Bitter End»                                                                          | 3:10       |
| 6.    | «Something Rotten»                                                                        | 5:28       |
| 7.    | «Plasticine»                                                                              | 3:26       |
| 8.    | «Special Needs» (Закінчується о 4:22, далі йде короткий інструментальний прихований трек) | 5:15       |
| 9.    | «I'll Be Yours»                                                                           | 3:32       |
| 10.   | «Second Sight»                                                                            | 2:49       |
| 11.   | «Protect Me from What I Want»                                                             | 3:15       |
| 12.   | «Centrefolds»                                                                             | 5:02       |
| 46:32 |                                                                                           |            |

| Бонус-треки японського видання | Бонус-треки японського видання | Бонус-треки японського видання |
| #                              | Назва                          | Тривалість                     |
| ------------------------------ | ------------------------------ | ------------------------------ |
| 13.                            | «Evalia»                       | 4:20                           |
| 14.                            | «Drink You Pretty»             | 3:55                           |

| Бонус-треки європейського видання | Бонус-треки європейського видання  | Бонус-треки європейського видання |
| #                                 | Назва                              | Тривалість                        |
| --------------------------------- | ---------------------------------- | --------------------------------- |
| 13.                               | «Slackerbitch»                     | 3:24                              |
| 14.                               | «Eyesight to the Blind»            | 2:58                              |
| 15.                               | «Miss Moneypenny»                  | 2:50                              |
| 16.                               | «Then the Clouds Will Open for Me» | 4:19                              |
| 17.                               | «Waiting for the Son of Man»       | 4:10                              |
| 18.                               | «Leeloo»                           | 4:19                              |
| 19.                               | «ION»                              | 4:08                              |

| Бонус-трек спеціального видання | Бонус-трек спеціального видання | Бонус-трек спеціального видання |
| #                               | Назва                           | Тривалість                      |
| ------------------------------- | ------------------------------- | ------------------------------- |
| 13.                             | «Protège-Moi»                   | 3:13                            |

| Спеціальне видання бонус-диск: Covers | Спеціальне видання бонус-диск: Covers                                    | Спеціальне видання бонус-диск: Covers | Спеціальне видання бонус-диск: Covers |
| #                                     | Назва                                                                    | Автор                                 | Тривалість                            |
| ------------------------------------- | ------------------------------------------------------------------------ | ------------------------------------- | ------------------------------------- |
| 1.                                    | «Running Up That Hill» (в оригінальному виконанні Кейт Буш)              | Кейт Буш                              | 4:57                                  |
| 2.                                    | «Where Is My Mind?» (в оригінальному виконанні Pixies)                   | Блек Френсіс                          | 3:44                                  |
| 3.                                    | «Bigmouth Strikes Again» (в оригінальному виконанні The Smiths)          | Джонні Марр, Морріссі                 | 3:54                                  |
| 4.                                    | «Johnny and Mary» (в оригінальному виконанні Роберт Палмер)              | Роберт Палмер                         | 3:25                                  |
| 5.                                    | «20th Century Boy» (в оригінальному виконанні T. Rex)                    | Марк Болан                            | 3:40                                  |
| 6.                                    | «The Ballad of Melody Nelson» (в оригінальному виконанні Сержа Генсбура) | Серж Генсбур                          | 3:58                                  |
| 7.                                    | «Holocaust» (в оригінальному виконанні Big Star)                         | Алекс Чілтон                          | 4:27                                  |
| 8.                                    | «I Feel You» (в оригінальному виконанні Depeche Mode)                    | Мартін Ґор                            | 6:26                                  |
| 9.                                    | «Daddy Cool» (в оригінальному виконанні Boney M.)                        | Франк Фаріан, Джордж Реям             | 3:21                                  |
| 10.                                   | «Jackie» (в оригінальному виконанні Шинейд О'Коннор)                     | Шинейд О'Коннор                       | 2:48                                  |

## Чарти і сертифікації
| Чарт (2003)                                          | Пікова позиція |
| ---------------------------------------------------- | -------------- |
| Австралія Australian Albums (ARIA)                   | 11             |
| Австрія Austrian Albums (Ö3 Austria)                 | 6              |
| Бельгія Belgian Albums (Ultratop Flanders)           | 4              |
| Бельгія Belgian Albums (Ultratop Wallonia)           | 1              |
| Данія Danish Albums (Hitlisten)                      | 28             |
| Нідерланди Dutch Albums (MegaCharts)                 | 19             |
| Фінляндія Finnish Albums (Suomen virallinen lista)   | 14             |
| Франція French Albums (SNEP)                         | 1              |
| Німеччина German Albums (Offizielle Top 100)         | 2              |
| Greek Albums (IFPI Greece)                           | 4              |
| Ірландія Irish Albums (IRMA)                         | 14             |
| Італія Italian Albums (FIMI)                         | 6              |
| Нова Зеландія New Zealand Albums (Recorded Music NZ) | 37             |
| Норвегія Norwegian Albums (VG-lista)                 | 12             |
| Польща Polish Albums (ZPAV)                          | 10             |
| Португалія Portuguese Albums (AFP)                   | 4              |
| Шотландія Scottish Albums (OCC)                      | 13             |
| Швеція Swedish Albums (Sverigetopplistan)            | 14             |
| Швейцарія Swiss Albums (Schweizer Hitparade)         | 3              |
| Велика Британія UK Albums (OCC)                      | 11             |

| Чарт (2003)                        | Позиція |
| ---------------------------------- | ------- |
| Austrian Albums (Ö3 Austria)       | 41      |
| Belgian Albums (Ultratop Flanders) | 35      |
| Belgian Albums (Ultratop Wallonia) | 5       |
| French Albums (SNEP)               | 13      |
| German Albums (Offizielle Top 100) | 32      |
| Swiss Albums (Schweizer Hitparade) | 30      |
| UK Albums (OCC)                    | 179     |

| Чарт (2004)          | Позиція |
| -------------------- | ------- |
| French Albums (SNEP) | 17      |

## Сертифікації і продажі
| Регіон | Сертифікація  | Продажі    |
| --- | ------------- | ---------- |
| Австрія (IFPI Austria) | Золотий       | 15 000*    |
| Бельгія (BEA) | Золотий       | 25 000*    |
| Німеччина (BVMI) | Платиновий    | 200 000^   |
| Франція (SNEP) | 2× Платиновий | 600 000*   |
| Греція (IFPI Greece) | Золотий       | 10 000^    |
| Португалія (AFP) | Срібний       | 10 000^    |
| Швейцарія (IFPI Switzerland) | Золотий       | 20 000^    |
| Велика Британія (BPI) | Золотий       | 100 000^   |
| Велика Британія (BPI) reissue | Срібний       | 60 000     |
| США | —             | 61,000     |
| Підсумки |               |            |
| Європа (IFPI) | Платиновий    | 1 000 000* |
| *продажі, що базуються лише на сертифікаціях · ^відвантаження, що базуються лише на сертифікаціях · продажі+прослуховування, що базуються лише на сертифікаціях |               |            |

## Персоналії
Placebo
- Браян Молко — вокал, гітара, клавішні, саксофон на «Something Rotten», барабани на «English Summer Rain»
- Стів Г'юїтт — барабани, перкусія
- Стефан Олсдал — бас-гітара, гітара, клавішні, піаніно, бек-вокал

Додатковий персонал
- Саймон Брід — губна гармоніка на «Protect Me from What I Want»

Технічний персонал
- Джим Еббісс — продюсування
- Жан Батист Мондіно — арт-директор і фото
- Джим Барні — зведення у Mayfair Studios, запис у Townhouse Studios і Sarm West Studios
- Енді Девіс — асистент звукорежисера у Sarm West Studios
- Білл Ллойд — запис, звукорежисер
- Шон Мейгі — мастеринг у Abbey Road Studios
- Фергус Пітеркін — асистент звукорежисера у Mayfair Studios
- Денні Портер — асистент звукорежисера у Townhouse Studios
- See Studio — художнє оформлення
- Том Стенлі — асистент звукорежисера у Townhouse Studios